# Урванский район
Урва́нский райо́н — административно-территориальная единица и муниципальное образование (муниципальный район) в составе Кабардино-Балкарской Республики Российской Федерации.
Административный центр — город Нарткала.

## География
Урванский район расположен в центральной части республики и граничит с землями Баксанского и Прохладненского районов на севере, с Майским районом на востоке, с Лескенским районом на юго-востоке, с Черекским районом на юге и с Чегемским районом на западе.
Общая площадь территории района составляет 458,1 км².
По зональному районированию территория района с севера на юг делится на 3 зоны: равнинную, предгорную и горную. Практическая вся территория района находится в предгорной зоне, переходящая на крайнем юго-востоке в горную зону и на крайнем севере в равнинную зону.
Наиболее крупной рекой в районе является — Черек. Другие значимые реки, входящие в его бассейн — Псыгансу, Урвань, Шалушка и др. Из водоёмов наиболее крупными являются — Докшукинский карьер, а также Старо-Черекские и Урванские озёра.
Климат на территории района влажный умеренный (Dfb согласно классификации климата Кёппена), с жарким летом и мягкой зимой. Период активной вегетации сельскохозяйственных культур со среднесуточными температурами выше +10°С равен 177-185 дням, при общем вегетационном периоде 200-220 дней. Среднегодовое количество осадков составляет около 700-800 мм.

## История
Постановлением ВЦИК об образовании Кабардинской автономной области, 1 сентября 1921 года был образован Урванский округ.
На 12 августа 1926 года в состав округа входили сельсоветы: Старо-Черекский, Лескенский II, Старо-Лескенский, Урухский, Аргуданский, Старо-Урухский, Жемталинский, Псыгансуевский, Кахунский, Нижне-Черекский, Озрековский.
24 сентября 1926 года из Лескенского II сельсовета был выделен Ерокковский (с. Ерокко), из Псыгансуевского — Зарагижский (с. Зарагиж).
Постановлением ВЦИК от 30 сентября 1931 года Урванский округ был преобразован в Урванский район.
В 1937 году Урванский район был разукрупнён, в результате чего, на части его территории был образован Лескенский район.
В 1944 году из Урванского района в состав Советского были переданы Жемталинский и Зарагижский сельсоветы. 29 мая 1944 года центр района был перенесён из селения Старый Черек в рабочий посёлок Докшукино.
В 1962 году был преобразован в Урванский сельский район, куда были включены земли Урванского, Лескенского и Советского районов, а также Герменчикский и Нартанский сельсоветы Чегемского района.
В конце 1964 года Урванский сельский район был обратно преобразован в Урванский район. Советский район восстановлен в своих прежних границах, а Нартанский сельсовет передан в состав Чегемского района.
В 2003 году Парламентом КБР Постановлением № 672-П-П из Урванского района вновь был выделен Лескенский район.

## Население
| 1970    | 1979    | 1989    | 2002     | 2010    | 2011    | 2012    | 2013    | 2014    |
| ------- | ------- | ------- | -------- | ------- | ------- | ------- | ------- | ------- |
| 68 424  | ↗74 437 | ↗92 727 | ↗104 126 | ↘71 782 | ↗71 818 | ↗72 034 | ↗72 260 | ↘72 217 |
| 2015    | 2016    | 2017    | 2018     | 2019    | 2020    | 2021    | 2023    | 2024    |
| ↗72 579 | ↗72 862 | ↗73 411 | ↗73 851  | ↗74 353 | ↘74 185 | ↗75 892 | ↘75 558 | ↗75 785 |
| 2025    |         |         |          |         |         |         |         |         |
| ↗76 070 |         |         |          |         |         |         |         |         |

### Урбанизация
Городское население (город Нарткала) составляет 43.54 % от всего населения района.

### Национальный состав
По итогам переписи населения 2020 года проживали следующие национальности (национальности менее 1 % и другое, см. в сноске к строке «Другие»):
| Национальность | Численность, чел. | Доля     |
| -------------- | ----------------- | -------- |
| Кабардинцы     | 59 657            | 78,61 %  |
| Русские        | 6261              | 8,25 %   |
| Турки          | 3649              | 4,81 %   |
| Черкесы        | 1963              | 2,58 %   |
| Другие         | 4362              | 5,75 %   |
| Итого          | 75 892            | 100,00 % |

Половозрастной состав
По данным Всероссийской переписи населения 2010 года:
| Возраст     | Мужчины, чел. | Женщины, чел. | Общая численность, чел. | Доля от всего населения, % |
| ----------- | ------------- | ------------- | ----------------------- | -------------------------- |
| 0 — 14 лет  | 7 250         | 6 892         | 14 142                  | 19,70 %                    |
| 15 — 59 лет | 23 450        | 25 535        | 48 985                  | 68,24 %                    |
| от 60 лет   | 3 071         | 5 584         | 8 655                   | 12,06 %                    |
| Всего       | 33 771        | 38 011        | 71 782                  | 100,0 %                    |

Мужчины — 33 771 чел. (48,0 %). Женщины — 38 011 чел. (52,0 %).
Средний возраст населения — 34,4 лет. Средний возраст мужчин — 32,6 лет. Средний возраст женщин — 36,1 лет.
Медианный возраст населения — 31,8 лет. Медианный возраст мужчин — 30,1 лет. Медианный возраст женщин — 33,7 лет.

## Муниципальное устройство
В Урванский муниципальный район входят 12 муниципальных образований, в том числе  1 городское и 11 сельских поселений:
| №        | Муниципальное образование | Административный центр | Количество населённых пунктов | Население | Площадь, км² |
| -------- | ------------------------- | ---------------------- | ----------------------------- | --------- | ------------ |
| 1e-06    | Городское поселение       |                        |                               |           |              |
| 1        | Нарткала                  | город Нарткала         | 1                             | ↗33 119   | 9,43         |
| 1.000002 | Сельское поселение        |                        |                               |           |              |
| 2        | Герменчик                 | село Герменчик         | 1                             | ↗4045     | 26,54        |
| 3        | Кахун                     | село Кахун             | 1                             | ↗7822     | 51,47        |
| 4        | Морзох                    | село Морзох            | 1                             | ↘1166     | 13,70        |
| 5        | Нижний Черек              | село Нижний Черек      | 1                             | ↗3089     | 41,52        |
| 6        | Псыгансу                  | село Псыгансу          | 1                             | ↗6992     | 49,88        |
| 7        | Псыкод                    | село Псыкод            | 2                             | ↘1507     | 15,87        |
| 8        | Псынабо                   | село Псынабо           | 1                             | ↗1826     | 34,63        |
| 9        | Старый Черек              | село Старый Черек      | 1                             | ↗6814     | 54,31        |
| 10       | Урвань                    | село Урвань            | 1                             | ↗5757     | 70,62        |
| 11       | Чёрная Речка              | село Чёрная Речка      | 1                             | ↗2563     | 17,12        |
| 12       | Шитхала                   | село Шитхала           | 1                             | ↗1228     | 10,81        |

## Населённые пункты
Распределение населения района
 г. Нарткала (43,54 %) с. Кахун (10,28 %) с. Старый Черек (8,96 %) с. Псыгансу (9,19 %) с. Урвань (7,57 %) Остальные (20,46 %)
В Урванском районе 13 населённых пунктов, в том числе один город и 12 сельских населённых пунктов.
| №  | Населённый пункт | Тип   | Население | Муниципальное образование |
| -- | ---------------- | ----- | --------- | ------------------------- |
| 1  | Нарткала         | город | ↗33 119   | Нарткала                  |
| 2  | Герменчик        | село  | ↗4045     | Герменчик                 |
| 3  | Кабардинка       | село  | ↗120      | Псыкод                    |
| 4  | Кахун            | село  | ↗7822     | Кахун                     |
| 5  | Морзох           | село  | ↘1166     | Морзох                    |
| 6  | Нижний Черек     | село  | ↗3089     | Нижний Черек              |
| 7  | Псыгансу         | село  | ↗6992     | Псыгансу                  |
| 8  | Псыкод           | село  | ↘1507     | Псыкод                    |
| 9  | Псынабо          | село  | ↗1826     | Псынабо                   |
| 10 | Старый Черек     | село  | ↗6814     | Старый Черек              |
| 11 | Урвань           | село  | ↗5757     | Урвань                    |
| 12 | Чёрная Речка     | село  | ↗2563     | Чёрная Речка              |
| 13 | Шитхала          | село  | ↗1228     | Шитхала                   |

## Органы местного самоуправления
Структуру органов местного самоуправления муниципального образования составляют:
1. Совет местного самоуправления Урванского муниципального района — выборный представительный орган района;
2. Председатель совета местного самоуправления Урванского муниципального района — высшее должностное лицо района;
3. Местная администрация Урванского муниципального района — исполнительно-распорядительный орган района;
4. Глава местной администрации Урванского муниципального района — глава исполнительной власти в районе.

Председатель Совета местного самоуправления
- Кушев Валерий Хасанбиевич (с 13 октября 2009 года)

Глава местной (районной) администрации
- Ажиев Валерий Хабасович[31] (с 4 марта 2020 года).

Адрес администрации Урванского муниципального района: город Нарткала, ул. Ленина № 37.

## Экономика
Сельское хозяйство района представлено 13 крупными сельскохозяйственными организациями, 9 предприятиями, производящими пищевые продукты, а также крестьянско-фермерскими хозяйствами (КФХ), индивидуальными предпринимателями и частными хозяйствами. Основные направления специализации соответствуют природно-климатическим условиям и особенностям хозяйств района.
Площадь пашни в границах района составляет 16856 га. В основном вся пашня передана в пользование сельскохозяйственным производителям. В растениеводстве наибольшее развитие получили производство зерновых, злаковых, подсолнечника, овощей, картофеля, фруктов и ягод. В животноводстве — производство молока и мяса крупного рогатого скота, овцеводство и птицеводство.
Основу промышленности района составляют 16 предприятий, 11 из которых расположены в районном центре — городе Нарткала.

## Транспорт
Территорию района пересекает участок Северо-Кавказской железной дороги — линия «Котляревская-Нальчик», на котором действуют железнодорожная станция Докшукино, находящаяся в городе Нарткала, непассажирская станция Кабардинка, у одноимённого села Кабардинка, а также остановочные пункты — «25 км» у селения Шитхала и Урвань, у реки Урвань.
Через район проходит федеральная автотрасса «Кавказ» Р217, региональная автотрасса — «Урвань-Уштулу» А-154, а также автодороги республиканского значения: «Прохладненское шоссе» 83К-002, «Нарткалинское шоссе» 83К-004 и др.
Все населённые пункты имеют налаженное рейсовое сообщение с районным центром городом Нарткала и Нальчиком.

## Средства массовой информации
- Издаётся районная газета «Маяк»[32], тиражируемая на территории района и освящающая события, происходящие в нём. Выпускается три раза в неделю. Также вещает местная телекомпания «Эдельвейс».
- Официальный сайт администрации муниципального района.
- Официальные страницы администрации муниципального района в популярных социальных сетях.